# Odruch opuszkowo-jamisty
Odruch opuszkowo-jamisty (ang. bulbocavernosus reflex) – odruch rdzeniowy skurczu zwieracza odbytu po uciśnięciu członka (łechtaczki). Odruch można też wywołać pociągając za założony do pęcherza cewnik Foleya. Brak odruchu może świadczyć o uszkodzeniu rdzenia kręgowego na poziomie S2–S4. 
Objaw opisali niezależnie od siebie Jakow Onanow (Onanoff) i Charles Hamilton Hughes.